# ITOKiN
ITOKiN（いときん、1982年12月21日 - ）は、日本の画家である。日本福祉大学卒業

## 概要
2012年夏にニューヨークを皮切りに世界各国を放浪しMAKE smile Projectを開始し、出会った人を中心にフェイスブックのアイコンを製作し世界中を放浪。青・赤・黄の3色を使い描く絵はスーパーヒーローに起因してる。放浪中は路上でのパフォーマンスを行い多くの人の目に止まる。この放浪は3年間で47カ国に及ぶ。
2013年、KAVUをスポンサーに迎えチルバがトレードマークとなる。
2014年、モンベルチャレンジ支援にサポートを受けアフリカを縦断。
2015年、キリマンジャロ登頂。
2018年、富士ゼロックス（現:富士フイルムビジネスイノベーション）本社内通路に述べ100mの壁画製作。
2019年、LOUIS VUITTONにコレクションされる。

## 主な作品、活動
2012年、アメリカ・サンタバーバラにてMAKE smile tour Vol.1と題した個展を開催。2013年、ブラジル・アチバイヤにて製作を行い、サンパウロやリオデジャネイロの住人に絵を購入してもらう。2014年、オーストラリア・シドニーにあるAzuma Japanese Restaurantsに絵を購入してもらう。2016年、愛知県高浜市「高浜市やきものの里かわら美術館」の企画展PLAYに参加。同年高浜市の鬼みちまつりのメインビジュアルを担当。同時に亀崎せこみち展2016に参加している。冬には株式会社イトキンの展示会にて即興でトートバッグに似顔絵を描くパフォーマンスを行っている。
2017年、ドイツ・ベルリンのSEEK、フランス・パリのTHE MAN WMANなどで自作の服を着て多くのファッションスナップを撮られる。中でも有名なのがMister Mortによる撮影だった。9月に岐阜県中津川市の中津川 THE SOLAR BUDOKAN2017でライブペイントを行う。このペイントにHi-STANDARDのベースボーカルである難波章浩が参加。この頃から大型のライブペイントを頻繁に行う。11月ジャズドリーム長島に新規オープンしたRon Herman長島店の棚にドローイングを施す。
2018年、愛知県名古屋市大須にてMAKE smile tour Vol.2開催。この時サポートを受けているKAVUからの支給によりチルバへのペイントも施し同時に展示を行った。3月に愛知県岡崎市のMasayoshi Suzuki Galleryでけん玉展に参加。4月には大阪駅の時空の広場にてライブペイント行う。同日A&Fカントリー ALBi店にてインストアイベント開催。4月に2018 VANS ASIA CUSTOM CULTURE COMPETITIONに参加し、月刊優勝をし2次先行へ進む。5月に富士ゼロックス（現:富士フイルムビジネスイノベーション）が海老名事業所に新規にオープンしたFuture Edge内の廊下縦3m横50mの壁画製作。6月に橋の下世界音楽祭SOLE BEAT ASIA 2018にてライブペイントを行う。8月にハーゲンダッツによるグループ展Haagen Heart Galleryに参加する。同月ヴィレッジヴァンガード刈谷店にて壁画制作。絶叫する60度ステージ用としてライブが行われた。9月に岐阜県中津川市の中津川 THE SOLAR BUDOKAN2018でライブペイントを行う。昨年に引き続きアーティストが参加、HEY-SMITH、TOKYO No.1 SOUL SETが加わった。同月、ル クロ ド マリアージュ（大阪）にて経営者と障害者のみのワークショップを行う。10月にA&FカントリーよりKleankanteen ワイドインスレートボトル 16ozとChaoras スポーツてぬぐいをコラボリリース。同月、千葉県にある昭和の森フォレストパークで開催されたKAMP KAVUにライブペイントで参加。同月、京都のスマートセンターDot.Sでメルセデス×ボーネルンド×ITOKiNのコラボイベントでライブペイントを行った。
2019年、5月に自主企画による音楽フェスWORLDINGSを岡崎にある胎蔵寺裏山で開催。同日より同寺にて各地で子供と共に製作した絵の展示KIDS EXHIBITIONを行った。同月、お台場で行われたCHIMERA GAMES VOL.7の会場MAPを製作、イベントではライブペイントを行った。5月末から8月頭までヨーロッパツアーが始まる。この間にルイ・ヴィトンでのライブペイント、パタゴニアでのライブペイントを筆頭にSneakersnstuff、nousなどでライブペイントを行った。

## 観ることが可能な作品
- 愛知県名古屋市栄にある炭火焼鳥なかひこのガラス、店内の壁にペイントがある。
- 愛知県名古屋市栄にあるコノズコーヒーのトイレに１点存在する。
- 愛知県知多市にあるダンスヨガスタジオvery vary[12]の看板、スタジオの壁にペイントがある。
- 愛知県名古屋市天白区にある麺屋四十[13]の壁にペイントがある。
- 愛知県名古屋市ささしまライブ駅前にあるGLOBAL GATE[14]内A&FカントリーのKAVUの看板。
- 三重県ジャズドリーム長島内、Ron Hermanのメンズコーナラック。
- 愛知県名古屋市中村区、肉や大善大名古屋ビルヂング店の入り口に1点存在する。
- 愛知県知立市にある肉や大善クロスゲート店に２点存在する。
- 愛知県知立市にあるD by chicに1点存在する。
- 愛知県刈谷市にある株式会社エコネクストに1点存在する。
- フランクフルトの居酒屋満月一号店に1点存在する。
- フランクフルト郊外にあるairbag craftworksにテント、机、壁にペイントがある。